# Area archeologica di Trasano
L'area archeologica di Trasano è un sito archeologico dove sono stati ritrovati resti di un abitato del neolitico, in località Trasano, poco disante da Matera.

## Ritrovamento
Il sito è stato ritrovato durante i lavori per la messa in posa dell'acquedotto pugliese nel 1984; la prima campagna di scavi si è quindi svolta fino al 1991.

## Descrizione
Nell'area sono stati ritrovati resti di due insediamenti umani: il più antico è riferito ad un periodo che si estende dal Neolitico antico al neolitico medio, mentre il secondo, è più recente, ed è stato frequentato dal Calcolitico fino all'inizio dell'età del bronzo.
Di notevole importanza il ritrovamento di un sistema di difesa muraria, tra i più antichi ritrovati in Europa.
Gli scavi hanno dato alla luce anche tombe a fossa.